# Matt Passmore
Matt Passmore er en australsk skuespiller. Han gik på “National Institute of Dramatic Art (NIDA), og tog eksamen i 2001 .  
I 2003 spillede han med i filmen Blue Heelers, hvor han havde rollen som den handicappet traumatiseret mand til Susie Raynor. Han havde derefter en lignende rolle i den australske serie Always Greener som DJ Pete 'Dr Love' Jones”. I 2004 fik han en rolle i serien The Cooks, men serien kørte kun i kort tid.
Passmore spillede Cameron Kennedy i Last Man Standing fra 2005. I 2007 hoppede Matt med på holdet til  McLeod's Daughters , som Marcus Turner (Alex Ryan's bror). Han havde før haft en anden rolle i serien som Greg Hope, der var forelsket i for Tess (Bridie Carter).
Passmore spillede i 2008 hovedrollen som privatdetektiven Reilly i kortfilemn Noir Drive. Hvorefter han startede med indspilningerne til ABC tvserie The Cut, der kørte i 2009 .
I 2006 fandt han sammen med en anden “McLeod’s” medspiller, Rachael Carpani, der spillede en af hovedrollerne i serien som Jodi Fountain McLeod . I juli 2007 delte Matt desuden hjem med en anden “McLeod’s” skuespiller, nemlig Luke Jacobz der i serien spillede Patrick Brewer .

## Film
| År            | Titel                            | Rolle                           | Note                                               |
| ------------- | -------------------------------- | ------------------------------- | -------------------------------------------------- |
| 2009          | Masterwork                       | FBI agent Marcus Vanderwold     | med blandt andre Natalie Dormer                    |
| 2009          | Underbelly: A Tale of Two Cities | Warwick Mobbs                   |                                                    |
| 2009          | The Cut                          | Andrew Telford                  |                                                    |
| 2006 til 2009 | McLeod's Daughters               | Marcus Turner                   | som Alex Ryans halvbror og Stevie Hall Ryan svoger |
| 2008          | Noir Drive                       | Reilly                          |                                                    |
| 2005          | The Alice                        | Tom                             |                                                    |
| 2005          | Last Man Standing                | Cameron Kennedy                 |                                                    |
| 2005          | Son of the Mask                  | Network Executive               |                                                    |
| 2004 til 2005 | The Cooks                        | Jake                            |                                                    |
| 2003          | Blue Heelers                     | Brad Fingleton                  |                                                    |
| 2003          | Always Greener                   | Pete 'The Love Professor' Jones |                                                    |
| 2003          | Tuck and Cover                   | Pete                            |                                                    |

### Fodnoter
1. ↑  Matt Passmore – Biography
2. ↑  Matt Passmore
3. ↑  Matt Passmore makes the cut in the world of bad guys | The Daily Telegraph
4. ↑  "Matt Passmore". Arkiveret fra originalen 12. oktober 2008. Hentet 5. januar 2010.
5. ↑  "Masterwork on TV.com". Arkiveret fra originalen 25. januar 2010. Hentet 5. januar 2010.